# Buchtaberg
Buchtaberg – wzniesienie na ziemi prudnickiej, o wysokości 185 m n.p.m, położone we wsi Walce. Komisja Nazw Miejscowości i Obiektów Fizjograficznych zadecydowała o pozostawieniu nazwy jako niestandaryzowanej.